# 于孔兼
于孔兼（1548年—1612年），字元時，號景素，别號大涪居士、浮雲子，直隸鎮江府金壇縣（今屬江蘇）人，晚明政治人物，同進士出身。

## 生平
嘉靖四十年（1561年）辛酉科應天府鄉試第一百二名，萬曆八年（1580年）庚辰科會試第七十五名，登三甲第一百七十二名進士。户部觀政，次年授九江府推官。十四年入為禮部主事，十七年調精膳司员外郎，二十年再調儀制司郎中。萬曆十七年（1589年）神宗下詔諸子中並封三王。孔兼與員外郎陳泰來聯名上疏，神宗不理，孔兼又諫，終於被採納。
萬曆二十一年（1593年）考功司郎中赵南星主持京察，罢免大量冗官，得罪首辅王锡爵。赵南星因此被削職，孙鑨被停俸。于孔兼上疏營救趙南星，皇帝恨他多言，謫為安吉州判官，遂辭官歸。家居二十年，筑室於县城西郊，其堂曰“志矩”，其亭曰“八卦”，著书不辍，曾講學東林書院。著有《春曹疏》、《山居稿》、《江州餘草》、《浮雲山居集》、《菜根譚題詞》。

## 身后
明光宗時追贈為光禄寺少卿。

## 家族
曾祖于鎰，曾任知縣 贈都察院右副都御史；祖父于湛，曾任都察院右副都御史 右都御史；父于未，號勵庵，曾任貢士。母吳氏。兄于文熙，同科進士，曾官大名兵备副使。侄于玉立。

## 延伸阅读
[在维基数据编辑]
 《明史卷二百三十一》，出自《明史》